# 群馬県道132号下里見安中線
群馬県道132号下里見安中線（ぐんまけんどう132ごう しもさとみあんなかせん）は、高崎市下里見町から安中市安中2丁目に至る一般県道である。終点付近にわずかながら、狭隘区間が残る。

## 路線データ
- 起点：高崎市下里見町（国道406号交点）[注釈 1]
- 終点：安中市安中2丁目（群馬県道125号一本木平小井戸安中線交点）[注釈 2]

## 歴史
- 1959年（昭和34年）9月18日：群馬県より現・道路法に基づき、県道下里見安中線（群馬郡榛名町大字下里見 - 安中市大字安中、整理番号169）が路線認定される[2]。
  - 同日、前身路線にあたる県道里見安中線（群馬郡榛名町 - 安中市、整理番号115）が路線廃止される[3]。
- 2021年（令和3年）3月25日：西毛広域幹線道路の一部（安中工区）として、安中市下秋間の現道分岐点 - 同市安中の国道18号安中市役所入口交差点に至る新道が開通する[4]。

## 主な峠
- 吉ヶ谷津峠（高崎·安中市境）